# Sirens (May Jailer-album)
Sirens is een ongereleased demoalbum van de Amerikaanse singer-songwriter Lana Del Rey, onder een van haar voormalige artiestennamen May Jailer. Sirens werd opgenomen in het jaar 2006 en is daarmee haar eerste studioalbum. Het hele project lekte op 31 mei 2012 via YouTube , tijdens Lana's Born to Die-tijdperk, waarin veel van Del Reys nog-niet-uitgebrachte nummers opdoken. Het is onduidelijk hoe dit lekken is gebeurd, hoewel sommige bronnen beweren dat ze van Lana's laptop zijn gestolen nadat ze verbinding had gemaakt met een onveilig, openbaar Wi-Fi-netwerk. 

## Samenstelling
Sirens bestaat uit akoestische nummers en bevat hiphopbeats, elektronische tonen en experimentele muziek die ook te vinden zijn op Born to Die, Lana's album dat uitkwam in 2012.   De meeste nummers op Sirens hebben hetzelfde tempo.

## Kritische ontvangst
Idolator vergeleek het Jailer-album met Jewels debuut, Pieces of You. Verder zei Idolator: "Though her vocals are often weak and shaky, her tone sounds delicate and sweet on all these simple tracks...[The] songs [are] written in her range, so she doesn't have to sing (and sing-talk) in her head voice and resort to that cutesy, flirty baby coo so prominent throughout Born To Die." Pop Crush-recensent Amy Sciarretto zei dat ze zich kon voorstellen dat Del Rey de nummers van het album in een koffiehuis zou zingen. Sciarretto noemde de nummers zelf "folky and fragile" en vergeleek de stem van Del Rey (May Jailer) met die van een "vogeltje", waarbij ze zei dat het geen wonder was dat de nummers "Birds of a Feather" en "Aviation" op het album verschenen.